# Lawrence (Indiana)
Lawrence é uma cidade localizada no estado americano de Indiana, no Condado de Marion.

## Demografia
Segundo o censo americano de 2000, a sua população era de 38.915 habitantes.
Em 2006, foi estimada uma população de 41.791, um aumento de 2876 (7.4%).

## Geografia
De acordo com o United States Census Bureau tem uma área de
52,3 km², dos quais 52,0 km² cobertos por terra e 0,3 km² cobertos por água.

## Localidades na vizinhança
O diagrama seguinte representa as localidades num raio de 16 km ao redor de Lawrence.